# Thalhofen an der Gennach
Thalhofen an der Gennach ist ein Gemeindeteil von Stöttwang im schwäbischen Landkreis Ostallgäu in Bayern.

## Lage und Verkehrsanbindung
Das Dorf liegt nordwestlich des Kernortes Stöttwang an der Staatsstraße 2014 und an der Kreisstraße OAL 16. Durch den Ort fließt die Gennach, südlich fließt der Reichenbach, ein rechter Zufluss der Gennach.

## Baudenkmale
In der Liste der Baudenkmäler in Stöttwang sind für Thalhofen an der Gennach zwei Baudenkmale aufgeführt aufgeführt:
- Die katholische Filialkirche Maria Schnee ist ein Neubau aus dem Jahr 1725.
- Das Bauernhaus Schwarzenbacher Straße 3, im Giebel mit „1833“ bezeichnet, ist ein Flachdachhaus mit Wiederkehr und Bundwerk-Kniestock.